# Стшижевиці (Великопольське воєводство)
Стшижевіце (пол. Strzyżewice) — село в Польщі, у гміні Свенцехова Лещинського повіту Великопольського воєводства.
Населення — 384 особи (2011).
У 1975-1998 роках село належало до Лешненського воєводства.

## Демографія
Демографічна структура станом на 31 березня 2011 року:
|          | Загалом | Допрацездатний вік | Працездатний вік | Постпрацездатний вік |
| -------- | ------- | ------------------ | ---------------- | -------------------- |
| Чоловіки | 184     | 39                 | 133              | 12                   |
| Жінки    | 200     | 33                 | 123              | 44                   |
| Разом    | 384     | 72                 | 256              | 56                   |